# فويلة طشقندية
الفويلة الطشقندية (الاسم العلمي:Hedysarum taschkendicum) هي نوع من النباتات تتبع جنس الفويلة من الفصيلة البقولية. سمي هذا النوع نسبةً إلى منطقة طشقند في أوزبكستان.